# Paróquia Nossa Senhora da Conceição (Mossoró)
A Paróquia Nossa Senhora da Conceição é uma circunscrição eclesiástica da Igreja Católica no Brasil, com sede em Mossoró, município no interior do estado do Rio Grande do Norte. Faz parte da Diocese de Mossoró, estando situada no Zonal Mossoró I.

## História
A construção de uma capela dedicada à Nossa Senhora da Conceição foi iniciada no final do século XIX e inaugurada em 8 de dezembro de 1904, cuja imagem foi doada pelo coronel Vicente Ferreira da Mota, afilhado de Antônio Joaquim Rodrigues e pai de Luiz Ferreira Cunha da Mota, que foram vigários da paróquia de Santa Luzia.
Em 9 de dezembro de 1940, aconteceu a instalação de uma comunidade franciscana da Ordem dos Frades Menores (OFM) em Mossoró, após várias solicitações de Dom Jaime de Barros Câmara, primeiro bispo da diocese, que criou a paróquia em 15 de agosto do ano seguinte, nomeando o frei Querubino Monnes como seu primeiro vigário.

### Párocos
Desde a criação, os seguintes padres, todos freis e da OFM, já passaram pela paróquia:
1. Querubino Monnes;
2. Angelino Shallffelt;
3. Florentino Garbig;
4. Romano Valkmaier;
5. Manoel Rantemberg;
6. Henrique Broeker;
7. Felício Arruda Guimarães;
8. Luiz Maria Rastetter;
9. Basílio Gonzaga Lima;
10. José Maria Alves;
11. Manoel de Souza Galvão;
12. Urbano Kaup;
13. Humberto Brueger;
14. Bernardo Schneider;
15. Carlos Antônio Silva Santos;
16. Francisco Everton Gomes Mendes;
17. Romualdo Bezerra de Araújo;
18. Hermano José Curten;
19. José Batista Fernandes Sobrinho;
20. Álvaro Dias;
21. Adauto Ribeiro;
22. Anastácio Schulte;
23. Artur Reuckers;
24. Augusto Santan;
25. Caetano Hunold;
26. Canízio Lima;
27. Cecílio Somer;
28. Cornélio Neises;
29. Cipriano da Silva;
30. Elias Santiago Leite;
31. Eugênio Koslar;
32. Flávio Rangel de Paiva;
33. Hugolino Schurder;
34. Isidoro Risse;
35. José Ivan Carneiro;
36. Joaquim;
37. José Antônio de Góis;
38. Juvenal Carneiro;
39. Manoel Ferreira Ferro;
40. Modesto Boklage;
41. Odorico Shmid;
42. Raul Seebah;
43. José Reinaldo da Conceição;
44. Rufino Ublender;
45. Sérgio;
46. Solano Szczepanek;
47. Cassimiro Pereira;
48. Lambert Kranz;
49. Lino Graflage;
50. Apolônio Lima;
51. Oliverio Lima;
52. Aquino Rodrigues Torres;
53. Geraldo José da Silva (Frei Osmar);
54. Francisco de Assis Bezerra;
55. Agostinho Vieira Xavier;
56. Francisco Edson da Silva Mendes;
57. Gilmar Nascimento;
58. Alleanderson Brito.

## Comunidades
A paróquia Nossa Senhora da Conceição se divide em doze comunidades, nove em zona rural e três em zona urbana.